# 讷尔杜
訥爾杜（?—?），苏完瓜尔佳氏，满洲镶黄旗人，清朝额驸，祖父为清初开国功臣费英东九弟卫齐，二伯父卓布泰，三伯父鳌拜，父亲巴哈是卫齐第四子，六叔穆里玛，兄弟蘇勒達。

## 生平
訥爾杜於康熙六年（1667年）二月，尚清世祖次女和硕恭悫长公主。訥爾杜官至領侍衛內大臣，加少傅。
因为三伯父太師、輔政大臣鳌拜获罪，訥爾杜连坐革去官职。不久之后又被起用。
康熙十五年（1676年）加太子少师，不久即去世。
公主於康熙二十四年（1685年）十月薨，年三十三歲。